# Boema (operă)
Boema (titlul original: în italiană La bohème) este o operă în patru acte cu muzica compusă de Giacomo Puccini, pe un libret de Giuseppe Giacosa și Luigi Illica, după romanul Scene din viața de boem (Scènes de la vie de bohème) de Henri Murger (1822–1861).
Premiera operei a avut loc la Torino, „Teatrul Regio”, la 1 februarie 1896, sub conducerea dirijorului Arturo Toscanini, aflat la începutul carierei sale.

## Personaje
- Rodolfo, poet (tenor)
- Marcello, pictor (bariton)
- Schaunard, muzician (bariton)
- Collin, filozof (bas)
- Mimì, o midinetă (soprană)
- Musetta, o cocotă (soprană)
- Monsieur Benoît, proprietarul casei (bariton)
- Alcindoro, însoțitorul Musettei (bas)
- Parpignol, vânzătorul de jucării (tenor)
- un sergent de vamă (bas)
- vameși, studenți, croitorese, vânzători și vânzătoare, soldați, chelneri, copii, popor, (cor)

## Acțiunea

### Actul I
Într-o mansardă la Paris
Patru prieteni - poetul Rodolfo, pictorul Marcello, muzicianul Schaunard și filosoful Colline - își împart bucuriile și grijile cotidiene într-o mansardă pariziană. Este ajunul Crăciunului și buna dispoziție le este tulburată de apariția proprietarului, venit să ceară chiria. Cei patru reușesc să-l gonească și decid să-si petreacă restul serii la cafeneaua „Momus”. Nevoit să zăbovească acasă câteva minute, Rodolfo primește vizita inopinată a vecinei Mimi. Cei doi se plac, își mărturisesc iubirea și pleacă împreună spre cafenea.

### Actul II
În fața cafenelei „Momus” din Cartierul Latin,
Sărbătoarea Crăciunului este în toi la cafeneaua „Momus”. Mimi se integrează perfect în grupul de prieteni. Comportamentul gălăgios al Musettei, fosta iubită a lui Marcello și actuala amantă a bătrânului Alcindoro, tensionează puțin atmosfera. Musetta îl recucerește pe Marcello și totul reintră în normal.

### Actul III
La periferia Parisului, lângă Barrière d'Enfer
Mimi, nemulțumită de evoluția relației sale cu Rodolfo, se confesează lui Marcello, pentru ca mai apoi, ascunsă în apropiere, să afle adevărata cauză a atitudinii iubitului său. Grav bolnavă de plămâni, la un pas de moarte, Mimi ar trebui (în concepția lui Rodolfo) să-și găsească un protector bogat pentru a se salva. Trista despărțire a celor doi este întreruptă de inerentele dispute dintre Marcello și Musetta.

### Actul IV
În mansardă
Rodolfo și Marcello încearcă să se dedice creației, dar gândul le zboară spre iubitele lor. Veselia produsă de apariția celorlalți doi amici, Colline și Schaunard, se va stinge odată cu venirea muribundei Mimi, adusă de Musetta. Cu toate eforturile afective și materiale ale prietenilor, Mimi își dă sfârșitul în locul unde a fost fericită odinioară, înconjurată de cei dragi.

## Galerie

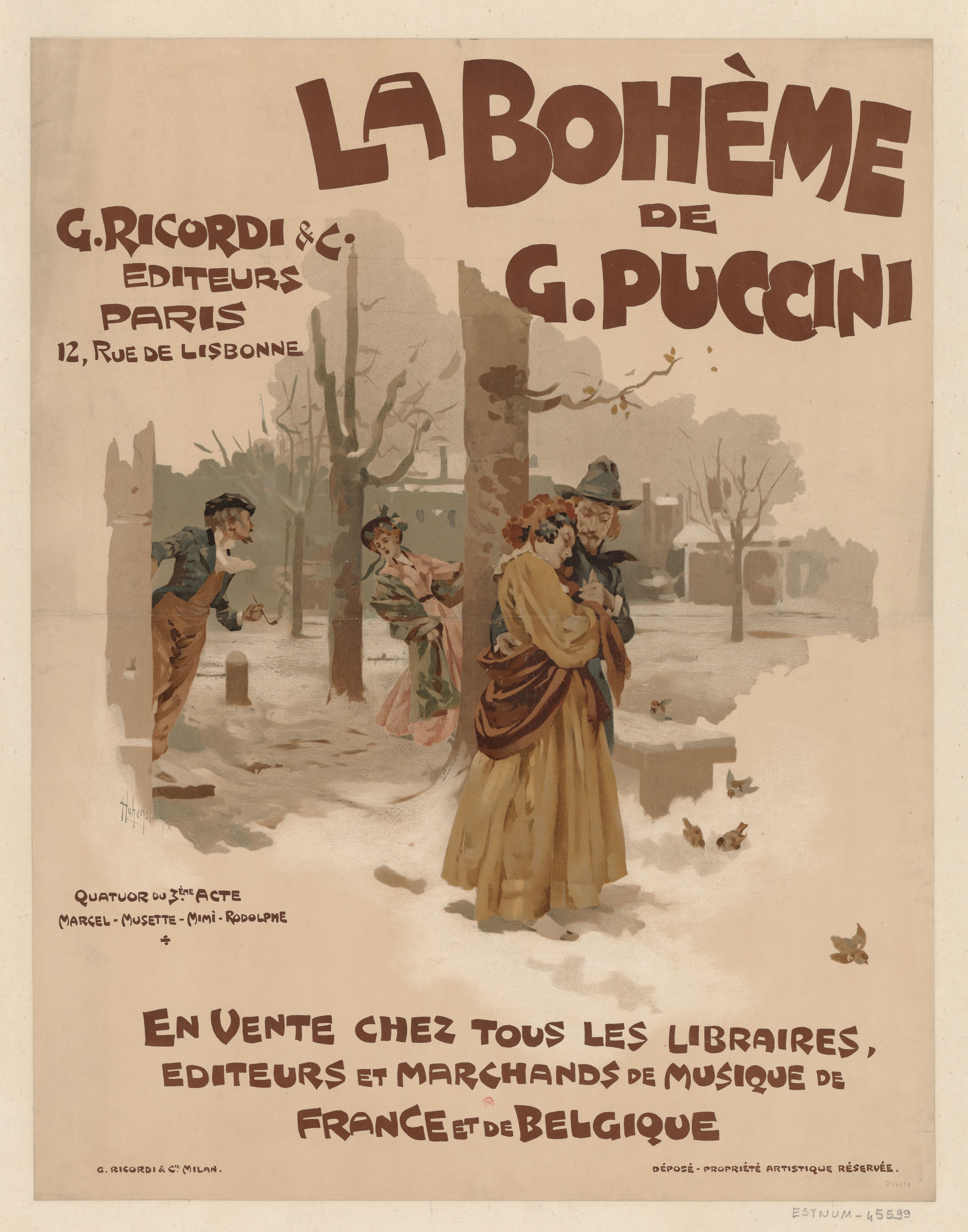
Adolfo Hohenstein, poster Boema
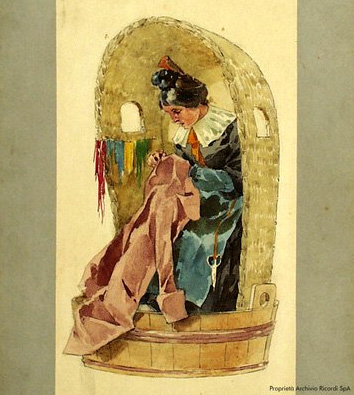
Adolfo Hohenstein, costume, Boema
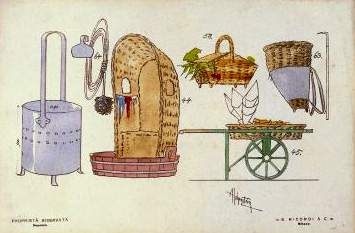
Adolfo Hohenstein, desen - Act II Boema